# HK P8
Die P8 ist als Nachfolger der Walther P1 die Ordonnanzpistole der Bundeswehr, produziert von Heckler & Koch.

## Technik
Die P8 ist, wie die USP, von der sie abgewandelt wurde, aus Kunststoff und Metall gefertigt. Das Griffstück besteht aus Polyamid mit Verstärkungen aus Glasfasern und Stahleinlagen. Verschluss und Lauf sind, wie bei den meisten Schusswaffen, aus Stahl gefertigt.
Die Waffe ist ein Rückstoßlader mit einem modifizierten Browning-System. Eine zweite Verschlussfeder auf der Federführungsstange soll eine bessere Pufferung des Rückstoßes bewirken.
Die P8 unterscheidet sich gemäß den Forderungen der Bundeswehr durch drei besondere Merkmale gegenüber der USP:
- Transparentes, besonders staubgeschütztes Magazin
- P8-spezifische Anordnung des Sicherungs- und Entspannhebels (von oben nach unten: „Feuer“, „Sicher“, „Entspannen“)
- Lauf mit Zügen und Feldern statt des Polygonprofils

Zubehör
Für die P8 wird folgendes Zubehör in der Bundeswehr zur Verfügung gestellt:
- Reservemagazin mit Magazintasche
- Pistolentasche
- Waffenreinigungsgerät
- Laser-Licht-Modul (LLM01)

### Technische Probleme
Bei der von der Bundeswehr verwendeten Munition vom Typ DM51 (Weichkernmunition) soll ein zu hoher Gasdruck entstehen, der zu Rissen am Verschluss oder Lauf und dadurch zu Verletzungen beim Schützen führen kann. Laut Bundesverteidigungsministerium seien von Jahresbeginn 2012 bis September 2013 insgesamt 48 solcher Vorkommnisse erfasst worden, darunter 12 Vorfälle mit „Bruch oder Riss“. Der Patronentyp DM91 (Hartkernmunition) wurde bereits im April 2012 für die Waffe gesperrt, nachdem 2011 Untersuchungen an der Wehrtechnischen Dienststelle 91 für Waffen und Munition erhöhte Druckspitzen gezeigt hatten. Die meisten Mängel werden vom Bundesverteidigungsministerium allerdings auf Verschleiß zurückgeführt. Die P8 ist auf eine Lebensdauer von 10.000 Schuss spezifiziert.

## P8 Combat
Die P8 Combat ist eine Sonderausführung für das Kommando Spezialkräfte und die Boardingteams der Marine. Statt des kombinierten Sicherungs- und Entspannhebels hat diese Version nur einen Entspannhebel, um eine schnelle Schussbereitschaft sicherzustellen.